# ラジオわろうてい
ラジオわろうていは、朝日放送ラジオで2013年10月6日から2017年3月26日まで毎週日曜日の5:00 - 5:25に放送された寄席ライブラリー番組である。

## 概要
ABCラジオでは、2005年から7年半にわたって、桂米朝の冠番組『米朝よもやま噺』を放送。「文学・演芸関連の音声アーカイブ」として高い評価を博してきたが、米朝の年齢が80代の後半に達したことから、体調面の問題を踏まえて2013年9月29日の放送分で終了した。
当番組では、自身も落語を演じるなど演芸に造詣の深い三代澤康司と北村真平（いずれも朝日放送テレビアナウンサー）を案内役に、上方落語・漫才・浪曲・講談から往年の名人芸をアーカイブ音源で紹介する。三代澤・北村とも過去にABCラジオで演芸番組の案内役を務めた経験を持つが、当番組ではベテランの三代澤が「席亭」として、上方演芸にまつわる基礎知識やエピソードを「下足番（席亭見習い）」役の北村に教えるスタイルを取っている。
原則として、2週間周期で落語・漫才を交互に放送し、その合間に浪曲・講談・色物芸の特集を組むことがある。番組構成としては、冒頭の解説が約5-6分→その週の演題となる作品の再生が約15分→終わりの解説が約4-5分である。漫才の場合は大抵15分程度なので1回完結であるが、落語の場合は1回の高座が30分程度であるため、1作品を前後編の2回に分けることが基本である。ただし、例外として、2015年3月に死去した桂米朝の初盆となった2015年7月26日-8月16日にかけて放送された「東の旅」は口演が1時間以上の長編大作であったため、例外として4回シリーズとした。
なお、全編が事前収録だった『米朝よもやま噺』とは異なり、当番組では三代澤・北村によるトークパートのみ生放送であった。
番組タイトルの「わろうてい」は、かつて桂米朝が司会を務めたABCテレビの寄席番組シリーズ『和朗亭』と同様に、大阪弁で「笑って下さい」を意味する「笑ろてんか」から取られている。番組メールアドレスも「warau@abc1008.com」になっている。ただし、番組自体には『和朗亭』シリーズと直接の関連がない。
なお、この番組の企画には、「米朝よもやま噺」も企画・プロデュース、並びに進行役を担当していた市川寿憲（初回生放送直前の2013年10月3日没）が携わっていた。
2016年4月3日放送分からは、三代澤の後輩アナウンサー・大野聡美が、「お茶子」としてレギュラー出演。また、番組を2部構成とし、前半はスタジオにゲスト（基本的に前後編2週連続で、このパートは事前収録）を迎えてのトークパートを復活させており、上方芸能の幅広い分野からゲストを招き、そのゲストの芸にまつわる様々なエピソードや、実演、ゲストの素顔に迫るトークを展開している。後半は週替わりで、大野の持ちコーナー「お茶子見習い日記」と、三代澤の持ちコーナー「上方芸能ひとくち辞典」を交互に放送した。
2017年3月26日の放送をもって終了、新たに『ラジオ演芸もん』をスタートさせる。

## 出演者
- 三代澤康司（席亭）
- 北村真平（下足番）

※2014年6月29日から7月20日までの放送では、三代澤が病気の療養で休演したため、北村が単独で「代理席亭」を担当。2016年3月27日放送分を最後に、「年季明け」という名目で当番組を離れた。
- 大野聡美（お茶子）

※2016年4月3日から出演。

## 放送時間
- 毎週日曜　5:00 - 5:25（25分）

## 放送記録

### 第1期
- 2013年
  - 10月6日 - 中田ダイマル・ラケット「恋の手ほどき」（1955年4月9日、戎橋松竹）[5]
  - 10月13日 - 中田ダイマル・ラケット「家庭混線記」（1968年3月18日、道頓堀角座）
  - 10月20日 - 三遊亭小円・木村栄子「国盗り物語」（1974年、収録月日・場所不詳）
  - 10月27日 - ミスワカサ・島ひろし「大尉の娘」（1955年、収録月日・場所不詳）
  - 11月3日 - 6代目笑福亭松鶴「高津の富」（1970年2月27日、ABC上方落語をきく会）※前半部分
  - 11月10日 - 6代目笑福亭松鶴「高津の富」（1970年2月27日、ABC上方落語をきく会）※後半部分
  - 11月17日 - 初代桂春団治「鋳掛屋」（SPレコードより）
  - 11月24日 - 初代桂春団治「へっつい盗人」（SPレコードより）
  - 12月1日 - 横山エンタツ・花菱アチャコ「早慶戦」（SPレコードより）、「僕の家庭」（1953年12月24日、千日前グランド）[5]
  - 12月8日 - 宮川左近ショー「宮本武蔵」（収録日・場所不詳）
  - 12月15日 - 若井はんじ・けんじ「僕の英会話」（収録日・場所不詳）
  - 12月22日 - 上方柳次・柳太「骨まで愛して」（道頓堀角座）
- 2014年
  - 1月5日 - 三人奴「堀川～こっけいお俊伝兵衛」（1972年12月8日、神戸国際会館）[5]
  - 1月12日 - 4代目林家小染「景清」（1982年8月12日、ホテルプラザ・ビスタラウンジ「第12回サッポロビール土曜名人会」）※前半部分
  - 1月19日 - 4代目林家小染「景清」（1982年8月12日、ホテルプラザ・ビスタラウンジ「第12回サッポロビール土曜名人会」）※後半部分
  - 1月26日 - 橘ノ圓都「高尾」（1955年12月1日、大阪高麗橋三越劇場）[6]
  - 2月2日 - 4代目桂文團治「寝床」（1958年6月25日、大阪高麗橋三越劇場）[6]
  - 2月9日 - 2代目広沢虎造「清水次郎長伝 森の石松」（収録日・場所不詳）
  - 2月16日 - 2代目玉川勝太郎「天保水滸伝 笹川の花会」（SPレコードより）
  - 2月23日 - Wヤング「民謡づくし」（1975年11月21日、神戸国際会館）
  - 3月2日 - Wヤング「お笑い新婚旅行」（1975年3月10日、なんば花月）
  - 3月9日 - 市川寿憲追悼座談会（2014年2月27日、ABCホール、「市川寿憲たまさか落語会」　桂吉の丞・月亭八方・5代目桂米團治・2代目桂ざこば、司会：三代澤康司）
  - 3月16日 - 海原千里・万里「テレビアラカルト」（1973年4月7日、心斎橋パルコスタジオ）
  - 3月23日 - 春日三球・照代「省エネ時代」（1979年9月、あべのポロホール）
  - 3月30日 - 若井小づえ・みどり「私の夢日記」（1984年12月19日、あべのアポロホール）[5]
  - 4月6日 - 3代目笑福亭仁鶴「貧乏花見」（1973年、収録月日・場所不詳　レコード「続・仁鶴古典独演会」からか？）
  - 4月13日 - 3代目笑福亭仁鶴「ないもん買い」（1973年、収録月日・場所不詳　レコード「続・仁鶴古典独演会」からか？）
  - 4月20日 - 4代目柳亭痴楽「宿題」（1963年10月19日、中之島ABCホール「上方落語をきく会」）[6]
  - 4月27日 - 人生幸朗・生恵幸子「人生ぼやき講座'75」（1975年2月20日、あべのアポロホール）[5]
  - 5月4日 - お笑い街頭録音より1954年12月29日放送「パチンコは是か非か?」（パーソナリティー：中田ダイマル・ラケット）[5]
  - 5月11日 - 6代目松鶴追善大喜利（1988年8月「上方落語をきく会」）[6]
  - 5月18日 - レツゴー三匹「リーダーは誰だ」（1983年、道頓堀角座）
  - 5月25日 - 海原さおり・しおり「お笑い結婚談義」（1987年10月14日、国立文楽劇場小劇場）
  - 6月1日 - 2代目広沢虎造「清水次郎長伝　石松と七五郎」（「コロンビア創立100周年記念 2代目広沢虎造“蔵出し浪曲”全集」より）※前半部分
  - 6月8日 - 2代目広沢虎造「清水次郎長伝　お民の度胸」（「コロンビア創立100周年記念 2代目広沢虎造“蔵出し浪曲”全集」より）
  - 6月15日 - 3代目笑福亭仁鶴「どんなんかなァ」（1969年）[7]、月亭可朝「嘆きのボイン」（1969年）[7]、岡八郎「目は人間のマナコなり」（1970年）[7]、コメディNo.1「アホの坂田」（1972年）[7]
  - 6月22日 - 間寛平「ひらけ!チューリップ」（1975年）[7]、ザ・ぼんち「恋のぼんちシート」（1981年）[7]、西川のりお・上方よしお「MAIDO」（1981年）[7]、明石家さんま「アミダばばあの唄」（1983年）[7]
- 2015年
  - 1月4日 - 東洋朝日丸・日出丸「やぐら太鼓」（1978年11月21日、東西お笑い劇場）[5]
  - 1月11日 - 桂朝丸（現2代目ざこば）「宿屋仇」（1975年3月25日、第56回上方落語をきく会）※前半部分
  - 1月18日 - 桂朝丸（現2代目ざこば）「宿屋仇」（1975年3月25日、第56回上方落語をきく会）※後半部分
  - 1月25日 - 3代目笑福亭仁鶴「初天神」（1971年1月31日、第42回上方落語をきく会）
  - 2月1日 - 横山ホットブラザーズ（1984年8月30日、中座）
  - 2月8日 - 桂音也「新代書」（1974年10月31日、道頓堀角座）
  - 2月15日 - 3代目桂文我「死ぬなら今」（1972年10月14日、パルコスタジオ）
  - 2月22日 - 桜山梅夫・桜津多子「音曲萬歳」（1976年10月15日、トップホットシアター）
  - 3月1日 - 若井ぼん・はやと「私の趣味」（1976年5月10日、道頓堀角座）
  - 3月8日 - 6代目笑福亭松鶴「鴻池の犬」（1971年3月31日、道頓堀角座）※前半部分
  - 3月15日 - 6代目笑福亭松鶴「鴻池の犬」（1971年3月31日、道頓堀角座）※後半部分
  - 3月22日 - 3代目桂米朝「京の茶漬」（1967年9月25日、道頓堀角座）
  - 3月29日 - 初代京山幸枝若「雷電と八角」
  - 4月5日 - 2代目春野百合子「高田の馬場」
  - 4月12日 - 中田ダイマル・ラケット「新憲法」（1969年5月13日、神戸国際会館）
  - 4月19日 - 2代目桂枝雀「天神山」（1974年5月31日、道頓堀角座）※前半部分
  - 4月26日 - 2代目桂枝雀「天神山」（1974年5月31日、道頓堀角座）※後半部分
  - 5月3日 - 3代目桂春團治「野崎詣り」（1985年4月23日、国立文楽劇場）
  - 5月10日 - 人生幸朗・生恵幸子「ゲームと歌とぼやき人生」（1980年2月12日、あべのアポロホール）
  - 5月17日 - 2代目広沢菊春「落語浪曲・崇徳院」※前半部分
  - 5月24日 - 広沢瓢右衛門「雪月花三人娘・布引の段」
  - 5月31日 - 5代目古今亭志ん生「ふたなり」（1959年11月2日、第14回上方落語をきく会）※前半部分
  - 6月7日 - 5代目古今亭志ん生「ふたなり」（1959年11月2日、第14回上方落語をきく会）※後半部分
  - 6月14日 - 今いくよ・くるよ「春なのに」（1983年2月10日、あべのアポロホール）
  - 6月21日 - 宮川左近ショー「馬場の忠太郎」（1974年5月30日、神戸国際会館）
  - 6月28日 - 桂吉朝「くっしゃみ講釈」（1999年6月3日、ワッハホール）※前半部分
  - 7月5日 - 桂吉朝「くっしゃみ講釈」（1999年6月3日、ワッハホール）※後半部分
  - 7月12日 - 荒川キヨシ・小唄志津子「音曲萬歳　大津絵・数え唄～阪神電車は恋の道」（1982年11月9日、道頓堀角座）
  - 7月19日 - かしまし娘「無法松の一生」（1979年11月7日、道頓堀角座）
  - 7月26日 - 3代目桂米朝「東の旅」（1973年6月12日、第50回上方落語をきく会）※その1
  - 8月2日 - 3代目桂米朝「東の旅」（1973年6月12日、第50回上方落語をきく会）※その2
  - 8月9日 - 3代目桂米朝「東の旅」（1973年6月12日、第50回上方落語をきく会）※その3
  - 8月16日 - 3代目桂米朝「東の旅」（1973年6月12日、第50回上方落語をきく会）※その4
  - 8月23日 - 花紀京・岡八郎「秋たけなわ」（1980年10月6日、あべのアポロホール）
  - 8月30日 - 桜川末子・松鶴家千代八「音曲萬歳・数え唄～昭和の御世」（1973年9月27日、道頓堀角座）
  - 9月6日 - 2代目旭堂南陵「津田直助」（1962年5月26日、第22回上方落語をきく会）※前半部分
  - 9月13日 - 2代目旭堂南陵「津田直助」（1962年5月26日、第22回上方落語をきく会）※後半部分
  - 9月20日 - 秋田Aスケ・Bスケ「僕の希望」（1961年12月20日録音）
  - 9月27日 - ミュージカルぼーいず「コーラスでいこう」（1972年6月9日、道頓堀角座）
  - 10月4日 - 2代目桂春蝶「三枚起請」（1969年4月6日、第41回上方落語をきく会「しごきの会」）※前半部分
  - 10月11日 - 2代目桂春蝶「三枚起請」（1969年4月6日、第41回上方落語をきく会「しごきの会」）※後半部分
  - 10月18日 - 6代目笑福亭松喬「網舟」（2013年1月26日、第111回ABC上方落語をきく会）※前半部分
  - 10月25日 - 6代目笑福亭松喬「網舟」（2013年1月26日、第111回ABC上方落語をきく会）※後半部分
  - 11月1日 - 人生幸朗・生恵幸子「人生ぼやき講座 '72」（1972年4月5日、なんば花月）
  - 11月8日 - 人生幸朗・生恵幸子「人生ぼやき講座 '81」（1981年10月27日、西宮市民会館）
  - 11月15日 - 4代目桂文團治「帯久」（1956年5月1日、第3回ABC上方落語をきく会 高麗橋三越劇場）※前半部分
  - 11月22日 - 4代目桂文團治「帯久」（1956年5月1日、第3回ABC上方落語をきく会 高麗橋三越劇場）※後半部分
  - 11月29日 - 3代目桂米朝「開帳雪隠」（1974年3月4日、パルコ10円寄席）
  - 12月6日 - 3代目桂春團治「お玉牛」（1985年1月24日、第77回上方落語をきく会）
  - 12月13日 - 宮川左近ショー「お笑い忠臣蔵」（1983年11月8日、道頓堀角座）
  - 12月20日 - 夢路いとし・喜味こいし「もしもし鈴木さん」（1973年11月19日、神戸国際会館）
  - 12月27日 - 4代目林家小染「ふぐ鍋」（1975年12月1日、第58回上方落語をきく会）

- 2016年
  - 1月3日 - かしまし娘「ベルサイユの薔薇」（1976年1月7日、道頓堀角座）
  - 1月10日 - 5代目桂文枝「立ち切れ」（2000年12月26日、大阪千日前ワッハ上方演芸ホール）※前半部分[6]
  - 1月17日 - 5代目桂文枝「立ち切れ」（2000年12月26日、大阪千日前ワッハ上方演芸ホール）※後半部分[6]
  - 1月24日 - 3代目桂春團治「親子茶屋」（1989年）※前半部分
  - 1月31日 - 3代目桂春團治「親子茶屋」（1989年）※後半部分
  - 2月7日 - 2代目桂春團治「祝い熨斗」（1951年12月18日「春團治十三夜」第六夜。朝日会館ホール）※前半部分[8]
  - 2月14日 - 2代目桂春團治「祝い熨斗」（1951年12月18日「春團治十三夜」第六夜。朝日会館ホール）※後半部分[8]
  - 2月21日 - トリオ・ザ・ミミック「ものまね百恵の結婚式」（1980年1月8日、あべのアポロホール）
  - 2月28日 - 内海カッパ・今宮エビス「ニセモノ時代」（1979年12月21日、あべのアポロホール）
  - 3月6日 - 3代目笑福亭仁鶴「道具屋」（1973年）
  - 3月13日 - 3代目笑福亭仁鶴「黄金の大黒」（1973年）
  - 3月20日 - 5代目桂文枝「天王寺詣り」（1997年9月5日、第96回上方落語をきく会）※前半部分
  - 3月27日 - 5代目桂文枝「天王寺詣り」（1997年9月5日、第96回上方落語をきく会）※後半部分

### 第2期のゲスト
- 2016年
  - 4月3日、10日 - 春野恵子（浪曲師）
  - 4月17日、24日 - 桂きん枝（落語家）
  - 5月1日、8日 - 海原はるか・かなた（漫才師）
  - 5月15日、22日 - くまざわあかね（落語作家）
  - 5月29日、6月5日 - 鶴澤寛太郎（文楽三味線）
  - 6月12日、19日、26日、7月3日 - 田中秀武（米朝事務所前会長）
  - 7月10日、17日 - 笑福亭仁智（落語家）
  - 7月24日、31日、8月7日、14日 - 乾浩明（元朝日放送アナウンサー）
  - 8月21日、28日 - 旭堂南湖（講談師）
  - 9月4日、11日 - タージン（タレント）
  - 9月18日、25日 - 内海英華（女道楽）
  - 10月2日、9日 - 本多正識（漫才作家）
  - 10月16日、23日 - 小佐田定雄（落語作家）
  - 10月30日、11月6日 - ゼンジー北京（マジシャン）
  - 11月13日、20日 - 笑福亭呂鶴（落語家）
  - 11月27日、12月4日 - 茂山童司（狂言師）
  - 12月11日、18日 - 喜味家たまご（喜味こいしの娘、三味線放談）
  - 12月25日、2017年1月1日 - 西川梅十三（舞踊家）
- 2017年
  - 1月8日、15日 - 桂春若（落語家）
  - 1月22日、29日 - 桂文之助（落語家）
  - 2月5日、12日 - 笑福亭三喬（落語家）
  - 2月19日、26日 - 露の団姫（落語家・僧侶）
  - 3月5日、12日 - 桂文福（落語家）
  - 3月19日、25日 - 中川渉（桂米朝の三男、学芸員）

## コーナー
（番組後半・隔週）
- 大野聡美のお茶子見習い日記
  - 2016年4月3日よりスタート
- 上方芸能ひとくち事典
  - 2016年4月10日よりスタート。

## スタッフ
- プロデューサー：戸谷公一